# One Man's Family

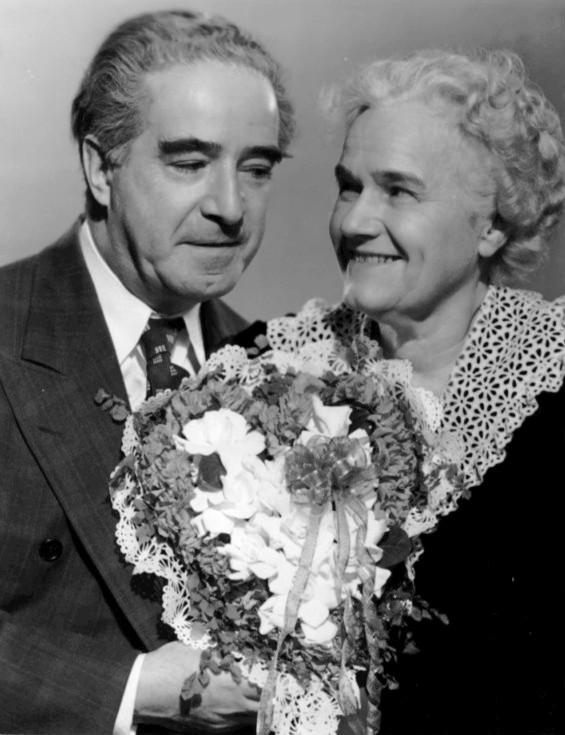
J. Anthony Smythe (Henry Barbour) en Minetta Ellen (Fanny Barbour) op een publiciteitsfoto uit 1950 voor One Man's Family

One Man's Family was een Amerikaanse dramaserie die op NBC liep van 1949 tot 1955. 
De serie begon in 1932 als een radioserie. De show draaide rond Henry en Fanny Barbour en hun 5 kinderen, die allen in de buurt van San Francisco woonden. Toen de televisieserie startte, werd vooral op de kinderen van de familie Barbour gefocust.
Er waren 3256 radio-uitzendingen die in 1959 stopten. One Man's Family was de langstlopende soapserie in de Verenigde Staten.